# Recreo
Recreo je město v severozápadní Argentině v provincii Catamarca. Je sídlem departementu La Paz. Je vzdáleno 200 kilometrů od provinčního hlavního města San Fernando del Valle de Catamarca a 960 kilometrů od hlavního města Argentiny Buenos Aires. Při sčítání lidu v roce 2010 mělo město 11 847 obyvatel. Město bylo založeno v roce 1875.